# Culcua kolibaci
Culcua kolibaci är en tvåvingeart som beskrevs av Rozkosny och Kozanek 2007. Culcua kolibaci ingår i släktet Culcua och familjen vapenflugor. Inga underarter finns listade i Catalogue of Life.